# Moselstadion
Het Moselstadion is een voetbalstadion in de Duitse stad Trier. Vaste bespeler is de voetbalclub SV Eintracht Trier 05.
In 1930 werd het stadion Auf der D'ham geopend. Na de Tweede Wereldoorlog werd de naam gewijzigd in Moselstadion. Na de promotie van Eintracht Trier naar de 2. Bundesliga in 2003 werd het stadion gerenoveerd. Omdat het aantal bezoekers gevoelig steeg waren er plannen voor verdere uitbreiding of een nieuw stadion, maar na degradatie uit de 2. Bundesliga in 2005 en zelfs verdere degradatie naar de Oberliga werden deze plannen van de tafel geveegd. 